# Milicja Domdo
Milicja Domdo (serb.-chorw. Domobranska dobrovoljačka vojnica), zwana też Muzułmańską Milicją, Lokalną Milicją lub Ochotniczą Milicją Wojskową – paramilitarna milicja złożona z bośniackich muzułmanów podczas II wojny światowej.
Muzułmańskie milicje zaczęły powstawać latem 1941 r. jako lokalna samoobrona w celu obrony bośniackich wiosek przed atakami serbskich czetników i w mniejszym stopniu partyzantów komunistycznych. Poza tym chroniły główne drogi i linie kolejowe oraz pełniły służbę porządkową we wsiach i miastach. W ich skład wchodzili ochotnicy z okolicznych rejonów dowodzeni głównie przez oficerów chorwackiej żandarmerii. Były one wspierane przez przywódcę Niezależnego Państwa Chorwackiego, Ante Pavelicia i ustaszów. W ciągu 1942 i 1943 r. większość milicji została połączona w większe jednostki – kompanie i bataliony, na czele których stali z reguły oficerowie rezerwy. Były one podporządkowane miejscowym dowództwom chorwackiej armii. Ogółem sformowano 21 batalionów milicji Domdo, złożonych w zdecydowanej większości z muzułmanów. Pomiędzy Niemcami i Chorwatami dochodziło do ciągłych konfliktów na tle ich podległości. Niemieckie władze wojskowe w Zagrzebiu uważały je za bezwartościowe z powodu słabego wyszkolenia wojskowego i dowodzenia oraz kiepskiego wyposażenia i uzbrojenia. Z kolei Chorwaci od pocz. 1943 r. próbowali wielokrotnie rozwiązać je, a ich członków wcielić do swoich jednostek wojskowych, ale za każdym razem spotykało się to z odmową ze strony przywódców bośniackich muzułmanów. Pod koniec 1943 r. niemiecki aparat SS i policji w Niezależnym Państwie Chorwackim próbował we wschodniej Bośni przejąć zwierzchnictwo nad tamtejszymi milicjami Domdo, ale także te plany zakończyły się niepowodzeniem. W tym czasie bataliony i różne mniejsze oddziały milicji Domdo liczyły ok. 7,5 tys. ludzi i były zgrupowane na obszarze Hercegowiny i wschodniej Bośni. Na pocz. 1944 r. większość tych oddziałów została wcielona do chorwackich brygad garnizonowych, niektóre weszły w skład formacji ustaszy. Ostatecznie milicjanci Domdo zasilili szeregi formowanej przez Niemców chorwacko-muzułmańskiej 13 Dywizji Górskiej SS „Handschar”.
Lista jednostek Domdo:
- Pułk Domdo Banja Luka
- Pułk Domdo Bosanski planinci
- Pułk Domdo Hadžiefendicia
- Batalion Domdo Banja Luka
- Batalion Domdo Bronzani Majdan
- Batalion Domdo Derventa
- Batalion Domdo Dubrovnik-Metković
- Batalion Domdo Gacko
- Batalion Domdo Gospić
- Batalion Domdo Gračanica
- Batalion Domdo Husko
- Batalion Domdo Kladanj
- Batalion Domdo Kotorište
- Batalion Domdo Kupres
- Batalion Domdo Sanski Most
- Batalion Domdo Teslić
- Batalion Domdo Vareš
- Batalion Domdo Vlasenica
- Batalion Domdo Zavidovići
- Kompania Domdo Bjelemić
- Kompania Domdo Budoželja
- Kompania Domdo Dubica
- Kompania Domdo Gruda
- Kompania Domdo Jahorina
- Kompania Domdo Lepavina
- Kompania Domdo Maglaj
- Kompania Domdo Makljenovac
- Kompania Domdo Mednik
- Kompania Domdo Modriča
- Kompania Domdo Mrežica
- Kompania Domdo Odžak
- Kompania Domdo Osjećani
- Kompania Domdo Ravni Njive-Korito
- Kompania Domdo Sefka
- Kompania Domdo Slunj
- Kompania Domdo Sovići
- Kompania Domdo Suhača
- Kompania Domdo Trnovo
- Kompania Domdo Umoljani
- Kompania Domdo Vijaka
- Kompania Domdo Virovitica
- Kompania Domdo Višegrad
- Oddział Domdo Berkovići
- Oddział Domdo Borač
- Oddział Domdo Bosanska Krupa
- Oddział Domdo Bugojno
- Oddział Domdo Domanovići
- Oddział Domdo Drniš
- Oddział Domdo Duvno
- Oddział Domdo Foča
- Oddział Domdo Glavatičevo
- Oddział Domdo Goražde
- Oddział Domdo Gradačac
- Oddział Domdo Konjić
- Oddział Domdo Kula Fazlagić
- Oddział Domdo Livno
- Oddział Domdo Nevesinje
- Oddział Domdo Olovo
- Oddział Domdo Ostrožac
- Oddział Domdo Plana
- Oddział Domdo Posavina
- Oddział Domdo Prijedor
- Oddział Domdo Prozor
- Oddział Domdo Rakitno
- Oddział Domdo Rogatica-Prača
- Oddział Domdo Srebrenica
- Oddział Domdo Travnik
- Oddział Domdo Vrlika-Kijevo